# São Carlos do Ivaí
São Carlos do Ivaí är en kommun i Brasilien.   Den ligger i delstaten Paraná, i den södra delen av landet, 1 000 km sydväst om huvudstaden Brasília. Antalet invånare är 6 352.
Omgivningarna runt São Carlos do Ivaí är en mosaik av jordbruksmark och naturlig växtlighet. Runt São Carlos do Ivaí är det ganska glesbefolkat, med 35 invånare per kvadratkilometer.